# Epodo giambico
Si tratta di un epodo, il cui verso è composto da ritmo giambico (U -) a forma di dipodia giambica, o trimetro giambico, o più unità:
- Digiambo: U - U -
- Dimetro giambico:  U - U - |  U - U -
- Trimetro giambico (senario giambico per il latino): U - U - | U - U - | U- U - ||

Ovviamente, prescindendo dalle regole di varietà del giambo, il "giambico" accoglie le varie possibili sostituzioni quantitative del giambo stesso, usando il dattilo, l'anapesto, il tribraco ecc..
Nella strofe distica (ossia composta da due cola metrici), frequentemente usata da Archiloco e Orazio, ma presente anche nei cori, specialmente in quelli della commedia di Aristofane, si usa un trimetro giambico + dimetro giambico.
Successivamente il termine "epodo", secondo i grammatici antichi, passò a sottolineare il libro di giambi scritto da Quinto Orazio Flacco (versi composti da senario + quaternario giambico). E ugualmente, arrivando alla metrica italiana moderna, Carducci chiamò in omaggio a Orazio una sua raccolta: Giambi ed Epodi.
Il verso giambico nell'epodo, viene solitamente usato nel terzo periodo di una triade strofica di un canto corale, dopo la strofe e antistrofe, specialmente nella lirica corale pindarica e bacchilidea, ma anche nella tragedia euripidea o nella commedia aristofanea, consistente dunque in un espediente ricorrente della cosiddetta "canzone alla greca", per lo più di soggetto encomiastico. Infatti nelle Rane di Aristofane (vv. 398-413) nel momento in cui il coro intona un inno encomiastico a Dioniso, invocato come "Iacco", i versi, scanditi a corrispondente di 3 a 3, sono giambi + bacchei.
Nella metrica italiana si usano gli endecasillabi sdruccioli, che corrispondono per il greco antico al trimetro giambico, si possono usare anche endecasillabi alternati con settenari sdruccioli, corrispondenti al dimetro giambico; questi furono usati da Giosuè Carducci per le Odi barbare.